# Bombylius exiguus
Bombylius exiguus är en tvåvingeart som beskrevs av Walker 1871. Bombylius exiguus ingår i släktet Bombylius och familjen svävflugor.
Artens utbredningsområde är Sudan. Inga underarter finns listade i Catalogue of Life.